# Clara Campoamor
Clara Campoamor Rodríguez (Madrid, 12 de fevereiro de 1888 — Lausana, 30 de abril de 1972) foi uma advogada, política e escritora espanhola conhecida por seu ativismo feminista dos direitos e sufrágio da mulher durante a elaboração da constituição espanhola de 1931. Sua defesa levou à inclusão de uma linguagem constitucional que buscava garantir a igualdade entre homens e mulheres.
Ela foi eleita para a Assembleia Constituinte (Las Cortes Constituyentes) em 1931, antes que as mulheres pudessem votar. Mais tarde, ela perdeu seu assento parlamentar e serviu por um breve período como ministra do governo, antes de fugir do país durante a Guerra Civil Espanhola. Campoamor morreu exilada na Suíça e mais tarde foi enterrada no Cemitério de Polloe em San Sebastián, Espanha.

## Biografia
Clara Campoamor Rodríguez nasceu em 12 de fevereiro de 1888 em Madrid, Espanha, em uma família da classe operária, começou a trabalhar como costureira aos 13 anos, mas continuou a estudar meio período paralelamente, buscando passar no teste que a garantia sua entrada na faculdade de direito. Nesse ínterim, ela trabalhou em vários cargos governamentais, primeiro nos Correos de San Sebastián em 1909, depois como professora de datilografia em Madrid em 1914. Como professora, ela se envolveu na cena política madrilena, tendo um segundo emprego em um jornal liberal.
Depois de prestar com sucesso o exame de ingresso na Faculdade de Direito da Universidade de Madrid, Campoamor continuou a trabalhar em vários empregos; como professora, como secretária do jornal e como datilógrafa para o governo. Depois de se formar em 1924, aos 36 anos, e entrar na advocacia, Campoamor começou a participar de sociedades de debate e intelectuais em Madrid. Sua prática se especializou em questões que afetam as mulheres, incluindo casos de paternidade e questões relacionadas ao casamento. Ela defenderia essas questões nas organizações profissionais das quais se tornou membro e na Federação Internacional de Mulheres Advogadas, que ajudou a fundar em 1928. Campoamor defendeu com sucesso, em 1927, melhorias nas leis sobre trabalho infantil e mudanças na lei eleitoral. Quando se tornou legal para as mulheres concorrerem à Assembleia Constituinte que redigiria uma nova constituição em 1931, ela se candidatou a um assento e foi eleita, apesar de sua incapacidade de votar nas eleições.
Ela se tornou a primeira mulher a se dirigir à assembleia constituinte da Espanha naquele mês de outubro, em um discurso advertindo os membros masculinos da assembleia de que a continuação da exclusão das mulheres do voto era uma violação do direito natural. Sua defesa dos direitos das mulheres foi contestada não apenas por políticos e católicos romanos conservadores, mas por homens de esquerda e até mesmo por uma das duas outras mulheres da assembleia, Victoria Kent, que acreditava que as mulheres seriam influenciadas por padres católicos. Quando seu próprio partido decidiu se opor ao sufrágio feminino, ela deixou o partido e continuou a defender o sufrágio como membro independente da assembleia. Ao longo de sua carreira política, Campoamor insistiu que seu papel principal era ser porta-voz das mulheres, e as questões femininas continuaram sendo sua principal preocupação. Ela manteve uma afiliação independente em meio a um forte sistema partidário na época, com o apoio de ativistas femininas em toda a Espanha, ela foi capaz de garantir um status legal igual para as mulheres na nova constituição.
Após a elaboração da nova constituição pela assembleia, Campoamor tornou-se um pária política por causa de sua defesa franca e da vontade de abandonar seu partido por princípio. Ela perdeu seu assento no parlamento em 1933, mas foi nomeada Diretora do Bem-Estar Público de 1933 a 1934. Em 1936, quando o início da Guerra Civil Espanhola trouxe violência para Madrid, ela fugiu do país temendo por sua vida. Estabelecendo-se em Lausanne, Suíça, ela foi proibida de retornar à Espanha franquista, a menos que ela fornecesse nomes de aliados e se desculpasse publicamente por declarações anteriores contra a Igreja Católica. No exílio, ela continuou a escrever sobre o feminismo e suas experiências na política.
Campoamor morreu no exílio em 1972. Suas cinzas foram repatriadas e enterradas no Cemitério de Polloe em San Sebastián em maio de 1972.

## Sufrágio feminino

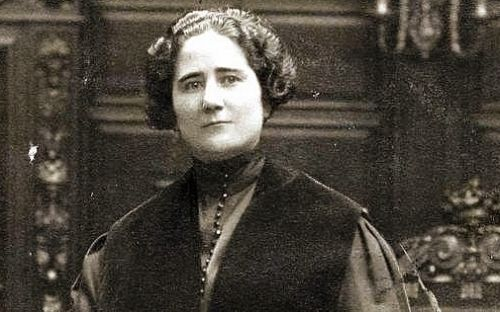
Campoamor como deputada ao parlamento espanhol (1931–1933)

Após o início da Segunda República Espanhola, Campoamor foi eleita deputada do círculo eleitoral de Madrid nas eleições de 1931 (as mulheres podiam ser eleitas, mas não votar) pelo Partido Republicano Radical. Ela aderiu a este partido porque era "republicano, liberal, secular e democrático" e seguia sua própria ideologia política. Fez parte da Comissão Constitucional encarregada da preparação do anteprojeto da Constituição da nova república composta por 21 deputados. Nesse órgão, ela lutou contra a discriminação sexual, pela igualdade jurídica dos filhos nascidos dentro e fora do casamento, o direito ao divórcio e o sufrágio universal, muitas vezes chamado de “voto feminino”. Ela conseguiu tudo, exceto a votação, que teve que ser debatida no Parlamento espanhol.
A esquerda, com exceção de um grupo de socialistas e alguns republicanos, não queria que as mulheres votassem porque poderiam ser fortemente influenciadas pela Igreja e votariam a favor da direita. Portanto, o Partido Republicano Radical Socialista enfrentou Clara com outra deputada reconhecida, Victoria Kent, que era contra o direito das mulheres de votar. O debate final em 1.º de outubro foi um grande evento. Campoamor foi considerada a vencedora e, como consequência, a adoção do artigo 36, que permitia o sufrágio feminino, foi conseguida com 161 votos a favor, 121 contra. Ela foi apoiada pela maioria dos membros do Partido Socialista Operário Espanhol — com algumas exceções importantes como Indalecio Prieto — muitos da direita, quase todos os membros da Esquerda Republicana da Catalunha e pequenos grupos republicanos como os Progressistas e a Associação de Defesa da República. O Acción Republicana, o Partido Radical Socialista e o próprio Partido Republicano Radical, exceto quatro outros companheiros, posicionaram-se contra ela, e isso foi o que mais desagradou Clara.
Nem ela nem Victoria Kent conseguiram renovar seus assentos nas eleições de 1933. Em 1934, Campoamor abandonou o Partido Radical devido a sua subordinação à CEDA e aos excessos na repressão da insurreição nas Astúrias. Nesse mesmo ano, ela tentou (por mediação do primeiro-ministro Santiago Casares Quiroga) ingressar na Esquerda Republicana, mas a sua admissão foi negada. Foi então que ela escreveu e publicou — em maio de 1935 — Mi pecado mortal. El voto femenino y yo, um testemunho de suas lutas parlamentares. Este prêmio reconhece trabalhos ou estudos que contribuam para o conhecimento ou sublinhem o sentido da participação das mulheres na vida política e especialmente parlamentar. O objetivo deste Prêmio Mulher e Parlamento "Clara Campoamor" é reconhecer e visualizar a atividade política das mulheres ao longo da história. Entre os vencedores estão Álvaro de Diego González e Julia Sevilla Merino.

## Obras

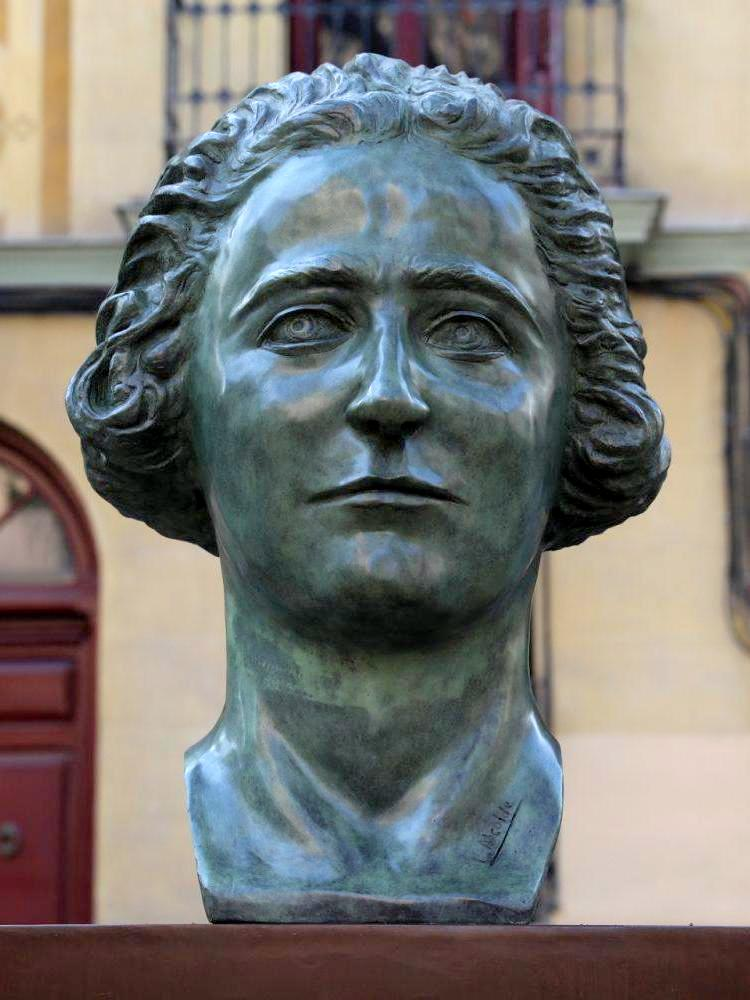
Busto de Clara Campoamor em Madrid

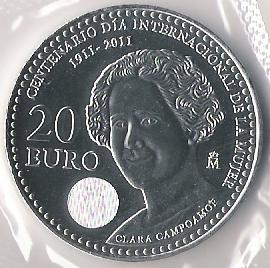
Clara Campoamor na moeda de 20 euros

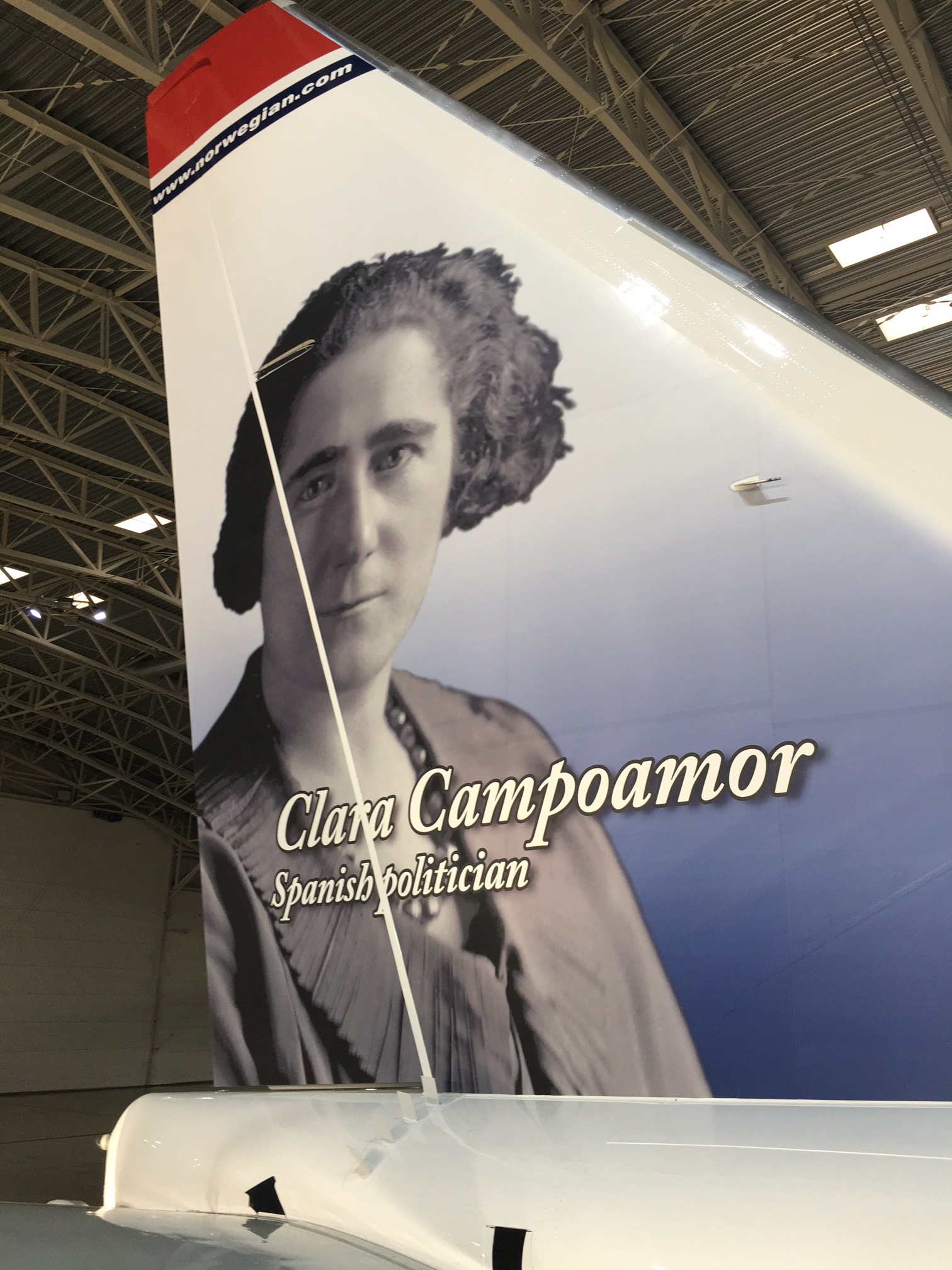
Homenagem a Clara Campoamor no estabilizador vertical do Boeing 737-800 'Clara Campoamor' da companhia aérea Norwegian Air Shuttle

- El derecho de la mujer: la mujer y su nuevo ambiente; la nueva mujer ante el derecho; antes de que te cases... (1936) Reúne três palestras ministradas em 1922.[9]
- Mi pecado mortal: el voto femenino y yo (1936)[10]
- La revolución española vista por una republicana (1937) Em francês: La révolution espagnole vue par une républicaine.
- Heroísmo criollo: la Marina argentina en el drama español (1939) Escrito em conjunto com Federico Fernandez de Castillejo.
- El pensamiento vivo de Concepción Arenal (1943)
- Sor Juana Inés de la Cruz (1944)
- Vida y obra de Quevedo (1945)
- Del amor y otras pasiones (artículos literarias) (2019) Artigos publicados na revista Chabela entre 1943 e 1945 e duas entrevistas.[11]

## Legado
Após a transição espanhola para a democracia, houve muitas homenagens e reconhecimentos patrocinados por organizações em favor da igualdade das mulheres. Vários institutos, escolas, centros culturais, associações femininas, parques e ruas foram renomeados em homenagem a Campoamor. Entre estes reconhecimentos, pela sua repercussão e importância, destaca-se a criação em 2005 do Prémio Mulher e Parlamento “Clara Campoamor” atribuído pelo Congresso dos Deputados, pelo Senado e pelo Ministério da Presidência.
Em 1998, o Ministério da Igualdade do Partido Socialista Operário Espanhol da Andaluzia estabeleceu os Prêmios Clara Campoamor, que são reconhecidos anualmente. Existe um por província e um dedicado especialmente àqueles indivíduos ou grupos que têm sido importantes na defesa da igualdade das mulheres. No mesmo ano, os Correos lançaram um selo para comemorar o Primeiro Centenário de Nascimento de Clara Campoamor, que ingressou em 1909 nos Correos como auxiliar feminina de segunda classe do Corpo Auxiliar do Telégrafo.
Da mesma forma, a Câmara Municipal de Madrid criou em 2006 um prêmio com o seu nome, que na sua primeira edição a 8 de março foi atribuído à advogada e feminista María Telo Núñez. Nesse mesmo dia, foi o 75.º aniversário do direito de voto das mulheres na Espanha. Por conta disso, algumas pessoas fizeram campanha para pedir o reconhecimento do Congresso dos Deputados à colocação de um busto em suas instalações. Um busto de Clara Campoamor do escultor Lucas Alcalde foi inaugurado na Plaza de las Guards de Corps de Madrid.
Além do busto, em novembro, o Partido Socialista (PSOE) apresentou uma proposta informal pedindo ao seu governo que suas políticas de igualdade se refletissem na produção do euro. Clara Campoamor foi a figura feminina escolhida para aparecer nas futuras moedas de euro, como a principal defensora do sufrágio feminino na Segunda República. Esta proposta foi finalmente aprovada em 12 de junho de 2007 pelo Congresso, com o apoio de todos os grupos parlamentares, exceto o Partido Conservador (PP), que se absteve.
Em 2007, o Ministério do Desenvolvimento lançou o navio Polivalente B-32 "Clara Campoamor", nomeado em sua homenagem e operado pela Sociedade de Segurança e Resgate Marítimo.
Em 2011, por ocasião do centenário do Dia Internacional da Mulher, a Fábrica Nacional da Moeda e Timbre cunhou a moeda comemorativa em prata com o valor facial de 20 euros que mostra a efígie de Clara Campoamor. Nesse mesmo ano de 2011, uma escultura em tamanho natural da artista Dora Salazar representando Clara Campoamor, de pé com um livro nas mãos, foi colocada na praça Clara Campoamor em San Sebastián, Guipúscoa. Em 2017, a escultura foi transferida para a Plaza Vinuesa Central.
Desde dezembro de 2016, a Câmara Municipal de Bilbao nomeou uma rua na área de Zorroza em homenagem a sua memória.
Em 2016, o busto de Clara Campoamor de Madrid foi roubado de sua localização. A Câmara Municipal decidiu substituí-lo, por razões artísticas e sociais, confiando-o ao mesmo escultor e sendo instalado novamente no mesmo local, em dezembro de 2017.
Em 2016, a Norwegian Air Shuttle nomeou uma de suas novas aeronaves Boeing 737-800 (EI-FJY) como 'Clara Campoamor' com sua foto cobrindo os dois lados do estabilizador vertical do avião.